# Grupo Spinelli

Logo del Grupo Spinelli

Grupo Spinelli es el nombre que recibe una iniciativa que propone la búsqueda de un federalismo en el seno de la Unión Europea y cuya actividad se plasma en la introducción de una red de ciudadanos, grupos de expertos, ONG, universitarios, escritores y políticos que apoyan la idea de una Europa federal y unida. Esta iniciativa tiene como una de sus principales finalidades «alcanzar una mayoría en el Parlamento Europeo sobre cuestiones importantes». 

## Historia
Fundado el 15 de septiembre de 2010 en el Parlamento Europeo (en Bruselas), este movimiento toma su nombre de Altiero Spinelli (1907 - 1986), uno de los padres fundadores de la Unión Europea y promotor de la Unión de Federalistas Europeos (Union of European Federalists) (UEF), asociación que apoyó la creación de este grupo liderado por los siguientes eurodiputados : 
- Guy Verhofstadt, Presidente del Grupo de la Alianza de los Demócratas y Liberales por Europa y presidente de honor de UEF Bélgica ;
- Daniel Cohn-Bendit, diputado europeo, copresidente del Grupo de los Verdes-Alianza Libre Europea;
- Sylvie Goulard, Grupo de los Verdes-Alianza Libre Europea, antigua presidenta y actual vicepresidenta del Movimiento Europeo – Francia, y miembro del Movimiento democrático;
- Isabelle Durant del Grupo de los Verdes-Alianza Libre Europea y antigua vice primera ministra belga.

## Los movimientos federalistas
Anteriormente al Grupo Spinelli, ya se pusieron en marcha otras iniciativas destinadas a reunir partidarios del federalismo europeo en el seno del Parlamento Europeo. El 9 de julio de 1980 el Club Cocodrilo, compuesto por parlamentarios europeos, fue fundado por el propio Altiero Spinelli. En 1999, el diputado Jo Leinen y UEF iniciaron el reconocimiento oficial de un grupo interno en el Parlamento Europeo para una constitución europea que, a pesar de no ser aceptado oficialmente, sigue existiendo.  

## Manifiesto
El grupo ha publicado un Manifiesto en línea (ver enlaces externos) que hace referencia al Manifiesto de Ventotene, escrito por Spinelli, y llama a los miembros del Parlamento Europeo y a los ciudadanos de Europa a firmarlo y a añadir sus nombres a la lista de aquellos que luchan contra los nacionalismos y el intergubernamentalismo. Apoyando los objetivos y los principios del manifiesto, los firmantes muestran su voluntad de acelerar el proceso de integración y promoción de una Europa federal.  

## Miembros actuales
El comité de pilotaje constituye el núcleo duro del Grupo Spinelli, compuesto por 33 miembros mezclando a parlamentarios europeos, responsables políticos y universitarios. 
Uno de sus miembros fundadores, también considerado uno de los promotores de la UE, Tommaso Padoa-Schioppa, falleció a finales de 2010.   
En la Eurocámara el grupo se compone de parlamentarios, agrupando diputados que apoyaron el Manifiesto en línea y que actualmente alcanza los 108 miembros. En el exterior la red Spinelli comprende el resto de ciudadanos que han firmado la declaración en línea y que actualmente reúne alrededor de 2500 personas (mayo de 2011). 
Composición del comité de pilotaje el de 30 de marzo de 2010:
- Jacques Delors
- Mario Monti
- Joschka Fischer
- Pat Cox
- Roza Thun
- Kalypso Nicolaidis
- Danuta Hübner
- Gesine Schwan
- Tomaso Padoa Schioppa
- Elie Barnavi
- Jean-Marc Ferry
- Ulrich Beck
- Amartya Sen
- Andrew Duff
- Elmar Brok
- Tibor Dessewfy
- Sandro Gozi
- Pawel Swieboda
- Kurt Vandenberghe
- Gaëtane Ricard-Nihoul
- Anna Triandafyllidou
- Diogo Pinto
- Heather Grabbe
- Imola Streho
- Alina-Roxana Girbea
- Guy Verhofstadt
- Daniel Cohn Bendit
- Sylvie Goulard
- Isabelle Durant
- Sergio Cofferati
- Koert Debeuf
- Edouard Gaudot
- Guillaume McLaughlin
- Mychelle Rieu

## Posicionamiento
El Grupo Spinelli defiende un punto de vista proeuropeo, respetando el método comunitario iniciado por los padres fundadores, y se posiciona contra la tendencia de los Estados miembros a recurrir al intergubernamentalismo en los procesos de decisión.
En el Parlamento Europeo, el Grupo Spinelli trata de estructurar las mayorías en textos reforzando el método comunitario, para lo que se establecen reuniones en Estrasburgo con los diputados firmantes. Además de ello, organizan mesas redondas abiertas al público y proponen una vez al año un encuentro con el conjunto de los firmantes. 
El comité de pilotaje del grupo se reúne en el Consejo Europeo « fantasma » la víspera de las cumbres europeas y, en función de la agenda de éstas, adelantan proposiciones que « promueven soluciones fundadas en el interés del conjunto de la Unión Europea y sus ciudadanos ».